# Joost van Kleef
Joost van Kleef (Zeist, 1978) is een Nederlandse schrijver, journalist, biograaf, uitgever en ondernemer.

## Jeugd en studie
Van Kleef groeit op in Zeist, waar hij het Christelijk Lyceum Zeist bezoekt – net zoals de schrijver Theo Kars (1940 – 2015).
Daarna studeert Van Kleef Nederlandse Taal en Cultuur aan de Rijksuniversiteit Groningen (RUG), met als afstudeerrichting Journalistiek. Van Kleef studeert af bij prof. Dr. Hans Renders, hoogleraar geschiedenis en directeur van het Biografie Instituut.
Detail: In 2013 is Van Kleef, samen met zijn compagnon Martin van Geest, uitgever van het boek Praktisch Verstand, klein handboek voor non-conformisten, van Theo Kars. Het boek wordt uitgegeven door hun uitgeverij Van Kwadraat. In 2015 volgt nog de heruitgave van De Verleider, ook van Theo Kars.

## Kranten en tijdschriften
Van Kleef debuteert in 1990 in de Lemniscaatkrant van uitgeverij Lemniscaat, een boekenkrant voor kinderen. Hij schrijft ook een enkele keer voor het jongensblad Webber en voor jongerenkrant Primeur. Tevens maakt hij enige tijd deel uit van de redactie van Relax, het jongerenblad van de jongerenvereniging Laks, Landelijk Aktie Komitee Scholieren.
Zodra Van Kleef gaat studeren schrijft hij voor Nait Soez'n, het clubblad van de Groninger Studentenbond, GSB. Enige tijd is Van Kleef tevens bestuurslid van de GSB.
Voor de Universiteitskrant, een wekelijkse uitgave van de Rijksuniversiteit Groningen, schrijft Van Kleef van 1999 tot en met 2001 de column ‘Jostein Span’ (onder pseudoniem) en van 2002 tot en met 2003 de column Spot, waarin voor studenten belangrijke plekken in de stad Groningen de revue passeerden.
Tussen 2000 en 2005 schrijft Van Kleef voor de studentenmagazines SUM en Nobiles. Voor de laatste titel schrijft hij het feuilleton (Huize) Het Kloeke Nest, dat deels in print en deels online wordt gepubliceerd.
Van 2002 tot en met 2013 (met enige onderbrekingen) is Van Kleef redacteur bij zakentijdschrift Quote. Samen met journalist en econoom Martin van Geest is hij enige jaren verantwoordelijk voor het samenstellen rijkenlijst Quote 500.
In 2004 legt Van Kleef voor weekblad Nieuwe Revu een aantal pedofielen-netwerken bloot op internet. Het artikel leidt tot Kamervragen, een arrestatie en een verhit debat in het tv-programma NOVA. Het programma Zembla maakt een reconstructie van het onderzoek.
Op dinsdagmorgen 8 juni 2010 interviewt Van Kleef samen met zijn collega Henk Willem Smits voor de miljonairslijst Quote 500 horecaondernemer Sjoerd Kooistra in diens villa in Ubbergen. Het zou het laatste interview ooit met Kooistra worden, want op 28 juni 2010 wordt hij dood aangetroffen in diezelfde villa. In 2011 schrijven ze de onthullende biografie De Zaak Kooistra, opkomst en ondergang van een horecatycoon. Het boek wordt in een voormalige kroeg van Kooistra gepresenteerd. Tien jaar na het overlijden van Kooistra maken Van Kleef en Smits een bijzondere reconstructie van hun laatste ontmoeting met Kooistra voor Nieuwe Revu.
In 2013 schrijft Van Kleef een column over (Amsterdamse) makelaars in Het Parool. De columns worden gebundeld en samen met interviews met makelaars en projectontwikkelaars afgedrukt in het boek De Makelaar, dat later ook als e-book verschijnt.
In 2021 publiceert Van Kleef samen met de NVJ in het journalistenvakblad Villamedia Magazine een lijst met een overzicht van de 25 rijkste journalisten van Nederland - een knipoog naar de Quote 500 die in 2021 voor de 25ste keer verschijnt.
Begin 2024 verschijnt er in Nieuwe Revu een bijzonder interview met Herman Erbé, de ene helft van het ooit zo populaire Nederlandse zangduo Circus Custers. Erbé gaf al jaren- en jarenlang geen interviews meer. Tevens is Van Kleef de enige journalist die de Haagse cabaretier Harrie Jekkers meerdere keren heeft mogen interviewen.

## Boeken
De Zaak Kooistra wordt met 27.500 verkochte exemplaren een onverwachte bestseller. De eerste druk is binnen een paar dagen uitverkocht, waardoor De Zaak Kooistra enige dagen niet verkrijgbaar is.
De opvolger is Het Belastingparadijs, waarom niemand hier belasting betaalt behalve u. Uitgeverij Business Contact is er aanvankelijk huiverig voor om het boek uit te brengen, omdat een boek over het fiscale klimaat in Nederland niet zou verkopen. Het boek legt uit waarom Nederland een belastingparadijs is voor buitenlandse multinationals en buitenlandse (pop)sterren. Er verschijnen in totaal tien drukken van het boek en de media-aandacht is groot.
In 2013 verschijnt Een meisje uit miljoenen. Van Kleef kwam tijdens het samenstellen van de Quote 500 in contact met Frits van der Wens. Van der Wens was getrouwd met de dochter van een ondernemer hoog op de Quote 500 en mocht sinds zijn scheiding zijn dochtertje niet meer zien. Het boek beleeft drie drukken. Er is ook een e-book.
In 2021 verschijnt Winnen!, het roerige leven van de man achter O’Neill en Sapph. Het is de biografie van de Nederlandse zakenman Rob Heilbron (1942). Bijna zijn hele familie werd uitgemoord in de Tweede Wereldoorlog wat bij hem leidde tot een drive om te winnen in het leven. De biografie beleeft twee drukken en verschijnt ook als e-book.
In juni 2023 verschijnt de update van Het Belastingparadijs. Dit keer onder de oorspronkelijke ondertitel: Waarom niemand hier belasting betaalt - behalve jij. Deze nieuwe editie is volledig geactualiseerd en herzien. Ook is er een nieuw nawoord. De eerste druk is binnen een maand uitverkocht en leidt tot een aantal publicaties op de journalistieke onderzoekswebsite Follow the Money. In dit jaar verschijnt ook het luisterboek van De Zaak Kooistra.
In april 2024 verschijnt de herziene biografie van Rob Heilbron onder de titel: Playboy in de Polder.